# Gunnar Bendz
Gunnar Martin Edvard Bendz, född 30 oktober 1883 i Karlshamn, död 29 december 1947 i Jönköping, var en svensk jurist.
Bendz avlade juris utriusque kandidatexamen 1906, blev tillförordnad fiskal i Svea hovrätt 1912, extra ordinarie assessor 1913, assessor 1915, tillförordnad revisionssekreterare 1915, hovrättsråd i Hovrätten över Skåne och Blekinge 1920, revisionssekreterare 1923, suppleant för militieombudsmannen 1924, militieombudsman 1926 och president i Göta hovrätt 1930. Han blev riddare av Vasaorden 1919 och av Nordstjärneorden 1923 samt kommendör av första klassen av sistnämnda orden 1929 och kommendör med stora korset 1935.